# Lafossait
Lafossait ist ein sehr selten vorkommendes Mineral aus der Mineralklasse der Halogenide. Es kristallisiert im kubischen Kristallsystem mit der idealisierten chemischen Zusammensetzung TlCl und ist damit chemisch gesehen Thallium(I)-chlorid.
Lafossait konnte bisher nur in Form mikroskopisch kleiner bis wenige Millimeter großer, eingewachsener, kubischer Kristalle von graubrauner Farbe gefunden werden.

## Etymologie und Geschichte
Erstmals entdeckt wurde das Mineral als krustige Drusenfüllung an einer aktiven Fumarole am Krater „La Fossa“ auf Vulcano (Liparische Inseln). Der Name des Minerals nimmt Bezug auf seine Typlokalität.
Die Anerkennung des Lafossaits als Mineral durch die International Mineralogical Association (IMA) erfolgte bereits 2003 unter der Eingangs-Nr. IMA 2003-032. Der Name wurde in diesem Verfahren zwar ebenfalls anerkannt, jedoch erst 2006 zusammen mit den Ergebnissen zur Analyse des Minerals von seinen Erstbeschreibern Andrew C. Roberts, Katherine E. Venance, Terry M. Seward, Joel D. Grice und Werner H. Paar veröffentlicht.
Typmaterial des Minerals wird in der Forschungssammlung von T. M. Seward am Institut für Mineralogie und Petrographie der ETH Zürich in der Schweiz, in der Systematischen Referenz-Serie der Nationalen Mineralogischen Sammlung von Kanada der Geological Survey of Canada in Ottawa unter der Katalog-Nr. #68098 sowie im Natural History Museum in London unter der Katalog-Nr. BM2004,55 aufbewahrt.

## Klassifikation
Bereits in der veralteten, aber noch gebräuchlichen 8. Auflage der Mineralsystematik nach Strunz gehörte der Lafossait zur Mineralklasse der „Halogenide“ und dort zur Abteilung der „Einfachen Halogenide“, wo er zusammen mit Salmiak die unbenannte Gruppe III/A.04 bildete.
Die seit 2001 gültige und von der International Mineralogical Association (IMA) verwendete 9. Auflage der Strunz’schen Mineralsystematik ordnet den Lafossait in die bereits feiner unterteilte Abteilung der „Einfachen Halogenide ohne H2O“ ein. Diese ist weiter unterteilt nach dem Stoffmengenverhältnis von Metall zu Halogenid in der Formel, so dass das Mineral entsprechend seiner Zusammensetzung in der Unterabteilung „M : X = 1 : 1 und 2 : 3“ zu finden ist, wo es zusammen mit Salmiak die „Salmiakgruppe“ mit der System-Nr. 3.AA.25 bildet.
Auch die vorwiegend im englischen Sprachraum gebräuchliche Systematik der Minerale nach Dana ordnet den Lafossait in die Klasse und gleichnamige Abteilung der „Halogenide“ ein. Hier ist er in der unbenannten Gruppe 09.01.03 innerhalb der Unterabteilung „Wasserfreie und wasserhaltige Halogenide mit der Formel AX“ zu finden.

## Kristallstruktur
Lafossait kristallisiert im kubischen Kristallsystem in der Raumgruppe Pm3m (Raumgruppen-Nr. 221) mit dem Gitterparameter a = 3,8756(3) Å sowie einer Formeleinheit pro Elementarzelle.

## Bildung und Fundorte
Lafossait trat bisher als nierenförmige Schicht auf der Oberfläche einzelner Probestücke auf, wo er sich als Sublimationsprodukt austretender vulkanischer Gase gebildet hatte. Als Begleitminerale traten dort Cannizzarit, Galenobismutit und Pyrit auf.
Neben seiner Typlokalität, dem „La-Fossa“-Krater auf Vulcano, konnte Lafossait in Italien noch am Vesuv in der Provinz Neapel entdeckt werden. Des Weiteren kennt man das Mineral nur noch aus der Thallium-Lagerstätte Xiangquan in der chinesischen Präfektur Ma’anshan, vom Mount Nakalak im Ilimmaasaq-Komplex bei Narsaq (Bezirk Kitaa) auf Grönland und möglicherweise noch aus der Grube Marcel bei Radlin in der polnischen Woiwodschaft Schlesien.